# Аюшеев, Эдуард Дымчикович
Эдуард Дымчикович Аюшеев (15 августа 1941, Удунга, Бурятия — 5 января 2002) — советский, российский и бурятский художник-график, монументалист. Народный художник Республики Бурятия (2000).

## Биография
Родился 15 августа 1941 года в селе Удунга Селенгинского района Бурятской АССР. В 1967 году окончил Иркутское художественное училище (мастерская Б. Т. Бычкова).
С 1968 года работал в Художественном фонде Союза художников Бурятии.
С 1975 года — член Союза художников РСФСР и России.
С 1967 года был участником крупных выставок, включая всесоюзные и зарубежные. Последней персональной выставкой его работ стала выставка в Художественном музее им. Ц. С. Сампилова в Улан-Удэ в 2001 году.
Автор плакатов «Сурхарбан» (триптих, 1977—1979), «Сохраним» (1986), «Возродим» (1992); станковой живописи «Сбивание масла» (1980), «Лошади» (1980), «Тунка» (1986), «Стрельба из лука» (1980). В 1987 году был удостоен премии Всесоюзной выставки плаката за плакат «Сохраним Байкал».
Его произведения находятся в Художественном музее им. Ц. С. Сампилова, Музее истории Бурятии им. М. Н. Хангалова и других.
Э. Д. Аюшеев принимал участие в оформлении Бурятского академического театра драмы имени Хоца Намсараева, за что в 1985 году был удостоен премии Совета Министров СССР. Им были выполнены эскизы барельефа на фасаде «Цветущая Бурятия», занавеса из конского волоса «Весна, подснежники», деревянной резьбы в интерьере театра.
Умер 5 января 2002 года.

## Награды и звания
- Заслуженный художник Бурятской АССР (1983)
- Лауреат премии Совета Министров СССР (1985)
- Премия Всесоюзной выставки плаката (1987)
- Народный художник Республики Бурятия (2000)